# ABSサンサンモーニング
『ABSサンサンモーニング』（エービーエスサンサンモーニング）は、秋田放送ラジオで平日の午前に放送されていた朝のワイド番組である。1981年4月放送開始、1996年10月放送終了。

## 放送時間
- 毎週月曜 - 金曜 9:40 - 10:45（過去には10時35分終了の時期があった）

## 番組内容
テーマ曲はジャン・クロード・ボレリー「ハッピーメロディー」。
のちにエリック・ゲイル 97TH AND COL+UMBUSが使用される。
リスナーから電話やFAXで生活に関することや暮らしの困りごと、冠婚葬祭などの質問を受け付けてスタジオと電話をつなぎパーソナリティーとトークしながら質問内容を聞いていき質問するのもリスナー、回答するのもリスナーという番組であった。
例えば「漬物が上手く漬からないが上手く漬けるにはどうしたらいいでしょうか？」といったものや「お葬式には、いくらくらいつつんでいけばいいのか？」といった内容の質問などであった。
- 他に「山菜の下処理の仕方を教えてください」という秋田ならではの質問も寄せられた。
- さらに遠くは新潟県からも番組に質問も寄せられた。

また、一通も回答が来ない日は、パーソナリティーのおしゃべりと、適当な選曲で音楽を流したり朝刊拾い読みで穴埋めをすることもあった。
また、10:00頃からは、秋田市民市場と電話をつなぎ生鮮食品の情報も伝えるコーナーもあった。
生活に密着した情報番組であり、リスナーからの支持も大きく過去には番組の本まで出版されたこともあった。
- のちにこの番組と前座番組で朝の情報番組であった『ABSおはようワイド』が統合し『あさ採りワイド秋田便』となる。

## 主な内容
- ラジオ井戸端会議
- 朝刊拾い読み
- さきがけニュース
- 生鮮食品情報
- 交通情報

## 歴代パーソナリティ
- 大沢美奈子（山後美奈子）（月曜　1981年4月から）
- 柳沼慎一
火曜（1981年4月～1982年3月）
水曜（1982年4月から）
水、木（1988年4月～）
- 柴田治彦（水曜　1981年4月～1982年3月）
- 柴田美知子（佐藤美知子）（木曜　1981年4月～1982年3月）
- 塩田睦子（金曜　1981年4月から／月、火　1988年3月まで）
- 森下勢津子（木曜　1982年4月から）
- 佐藤春雄
- 菅原真寿美
水、木、金（1988年3月まで／1989年4月～1990年3月／1996年4月～）
月、火、金（1988年4月～1989年3月）
木、金（1990年4月～1996年3月）
- 上野泰夫
火曜（1982年4月から）
月、火（1989年4月～1990年3月）
月、火、水（1990年4月～1996年3月）
- 茜谷幸子（月、火　1996年4月～）
  - ほか